# QVC

Logo.

QVC (acronyme de « Qualité Valeur Confiance » en français, et de Quality Value Convenience en anglais) est une chaîne de télévision spécialisée dans le télé-achat et dans le commerce en ligne fondée en 1986, présente aux États-Unis, en Allemagne, au Royaume-Uni, en Italie, en Chine, au Japon, en France de 2015 à mars 2019 et en Belgique dès 2022. Elle appartient à Liberty Interactive et est cotée au Nasdaq, elle revendique près de 10 millions de clients à travers le monde et la distribution de 170 millions de produits pour l'année 2014. Son chiffre d'affaires en 2014 était de 8,8 milliards de dollars dont 5,8 milliards de dollars aux États-Unis qui représentent le premier marché de l'entreprise.

## QVC France
QVC France était une chaîne de télévision et de commerce par internet, émettant depuis le samedi 1er août 2015 depuis La plaine Saint-Denis à Aubervilliers. Elle propose des produits allant de la mode, aux bijoux en passant par les cosmétiques ou la maison. La chaîne sera à terme accessible par 13 millions de foyers.
QVC France ferme ses portes le 18 mars 2019.